# Лорія (птах)
Лорія (Cnemophilus) — рід горобцеподібних птахів родини Cnemophilidae. Містить два види.

## Етимологія
Наукова назва роду Cnemophilus складається з двох грецьких слів κνημος (knēmos, «схили») і φιλος (philos, «любити»), що означає «любитель схилів», з посиланням на гірські умови проживання лорії.

## Поширення
Лорії мешкають в гірських лісах Нової Гвінеї.

## Опис
До роду відносяться два види дрібних птахів (22–24 см завдовжки) з невеликими конічними дзьобами, округлими крилами, коротким, квадратним хвостом і маленькими ногами. Самці лорії чорної темно-синнього забарвлення. Самець лорії вогнистої має нижню частину тіла чорного забарвлення, а верхню — жовтого або червоно-помаранчевого, залежно від підвиду. Самиці обох видів оливково-зеленого забарвлення.

## Спосіб життя
Лорії живуть у тропічному дощову лісі. Живляться фруктами. Про потомство дбає лише самиця.

## Види
- Лорія чорна (Cnemophilus loriae)
- Лорія вогниста (Cnemophilus macgregorii)